# 第四号哨戒特務艇
第四号哨戒特務艇（だいよんごうしょうかいとくむてい）は、日本海軍の未成特務艇（哨戒特務艇）。第一号型哨戒特務艇の4番艇。戦後、漁船として竣工した。

## 艇歴
マル戦計画の特務艇、第2121号艦型の4番艇、仮称艦名第2124号艦として計画。1944年11月5日、第四号哨戒特務艇と命名されて第一号型哨戒特務艇の4番艇に定められ、本籍を横須賀鎮守府と仮定。1945年4月30日、株式会社山西造船鉄工所で進水。8月1日、船体が完成したが同地にて繋留。
終戦時未成。8月17日、工事中止が発令される。
1947年2月1日、行動不能艦艇（特）に定められる。同年3月には漁船熊野丸として改造を終えた。11月22日、在東京アメリカ極東海軍司令部から、本船の漁船への改造許可が出された。1948年2月18日、船体が日本側に移管され、漁船となった。